# Тімоті Гаттон
Тімоті Гаттон (англ. Timothy Hutton, нар. 16 серпня 1960, Малібу, Каліфорнія) — американський актор і режисер. Наймолодший актор, що отримав Оскар за найкращу чоловічу роль другого плану (у 20 років).

## Біографія
Тімоті Гаттон — син актора Джима Гаттона. Свою кар'єру він розпочав на телебаченні, дебют Хаттона в кіно відбувся в 1980 р. в фільмі Роберта Редфорда «Звичайні люди». За цю роль Хаттон отримав премію «Оскар» за найкращу чоловічу роль другого плану. Свою нагороду він присвятив своєму батьку, який не дочекався успіху сина.
Надалі Гаттона очікувала ціла низка відомих фільмів: «Даніель» про Етель і Юліуса Розенбергах, «Відбій», «Агенти Сокіл і Сніговик». Завдячуючи участю в комедії Алана Рудольфа «Зроблено на небесах» Гаттон познайомився зі своєю майбутньою дружиною Деброю Вінгер, з якою у них є син Ной.
Після розлучення з Деброю Вінгер Гаттон одружився з племінницею колишнього президента Франції Валері Жискар д'Естена Аурор, в них народився син Міло.

## Фільмографія

### Актор
- 1979 — And Baby Makes Six (ТВ) / And Baby makes six
- 1980 — Звичайні люди / Ordinary people — Конрад Джарэтт
- 1981 — Довга дорога додому / A long way home
- 1982 — Відбій / Taps
- 1983 — Даніель / Daniel
- 1984 — Крижана людина / Iceman — Доктор Стенлі Шепард
- 1985 — Агенти Сокіл і Сніговик / The Falcon and the Snowman — Кріс Бойс
- 1985 — Турок 182 / Turk 182! — Джиммі Лінч
- 1987 — Зроблено на небесах / Made in Heaven
- 1988 — Час Долі / A time of destiny — Джек
- 1988 — Стовідсотковий американець для всіх / Everybody's All-American — Донні «Кейк»
- 1988 — Зрада / Betrayed — Фокусник на ярмарку
- 1989 — Весняні води / Torrents of spring — Дмитрій Санін
- 1990 — Запитання та відповіді / Q & A - помічник прокурора Алоизий «Ел» Френсіс Рейлі
- 1991 — Незнайомці / The Stranger
- 1993 — Zelda (ТВ) / Zelda
- 1993 — Тимчасова секретарка / The temp — Пітер Дернс
- 1993 — Темна половина / The dark half — Тад Бомонт
- 1995 — Останнє слово / The last word — Мартин Райан
- 1995 — Французький поцілунок / French Kiss — Чарлі
- 1996 — Mr. and Mrs. Loving (ТВ)/ Mr. and Mrs. Loving
- 1996 — Красиві дівчата / Beautiful Girls — Вилли Конвэй
- 1997 — Зображаючи Бога / Playing God
- 1997 — Зона злочинності / City of Industry
- 1997 — Нічний вбивця (ТВ) / Dead by midnight
- 1998 — Шпигун (ТВ) / Aldrich Ames: Traitor within
- 1998 — Грошові королі (ТВ) / Vig — Фрэнки
- 1999 — Всього одна ніч / Just one night
- 1999 — Ексгумація / Deterrence
- 1999 — Донька генерала / The General's daughter — полковник Уильям Кент
- 2000 — Deliberate Intent (ТВ)/ Deliberate intent
- 2000 — Золоті павуки / The Golden Spiders: A Nero Wolfe Mystery — Арчі Гудвін
- 2001—2002 — Таємниці Ніро Вульфа (телесеріал) / Nero Wolfe Mystery — Арчі Гудвін
- 2001 — Третя світова війна (ТВ) / WW3 — Ларрі
- 2002 — Сонячний штат / Sunshine State
- 2004 — Таємне вікно / Secret window — Тед Мілнер
- 2004 — Кінсі / Kinsey
- 2004 — П'ять днів до півночі (ТВ) / 5ive Days to Midnight — Професор Джей-Ті Ноймайер
- 2006 — Ложное искушение / The Good Shepherd
- 2006 — Ящик Ковака / The Kovak Box — Девід Нортон
- 2006 — Стефані Делі / Stephanie Daley — Пол
- 2006 — Остання відпустка / Last Holiday — Меттью Креген
- 2006 — Месник / Avenger — Френк МакБрайд
- 2007 — Стерта реальність / When a Man Falls in the Forest — Гарі
- 2007 — Остання Мімзі всесвіту / The Last Mimzy — Девід Вілдер
- 2008—2012 — Противага (телесеріал) / Leverage — Нейтона Форд
- 2009 — Кімната смерті / Killing Room, The — Крофорд Хейнс
- 2009 — Це розлучення! / Serious Moonlight — Йан
- 2009 — Брокен Гілл / Broken Hill
- 2010 — Багаторазові сарказми / Multiple Sarcasms
- 2010 — Примара / Ghost Writer, The
- 2018 — Гарний хлопчик / Beautiful Boy
- 2018 — Привиди будинку на пагорбі / The Haunting of Hill  House — Г'ю Крейн

### Режисер
- 1998 — Підкоп у Китай / Digging to China
- 2001 — Таємниці Ніро Вульфа (телесеріал) / A Nero Wolfe Mystery

## Премії та нагороди
- Премія Оскар, 1980 рік: Найкраща чоловіча роль другого плану («Звичайні люди»)
- Золотий глобус, 1981 год: Премія «Золотий глобус» за найкращу чоловічу роль другого плану («Звичайні люди»); Чоловічий прорив року («Звичайні люди»)